# Nathaniël Maxuilili (Schiff)
Die Nathaniël Maxuilili (üblicherweise Nathaniel Maxuilili geschrieben) ist ein Fischereischutzboot des Ministeriums für Fischerei und Meeresressourcen der Republik Namibia.

## Geschichte
Das Schiff wurde unter der Baunummer 53 auf der norwegischen Werft Moen Slip gebaut. Der Schiffsrumpf wurde von Riga Shipyard in Lettland zugeliefert. Die Kiellegung fand am 17. Juli, der Stapellauf am 19. Oktober 2001 statt. Die Fertigstellung des Schiffes erfolgte am 14. Mai 2002. Der Schiffsentwurf stammte vom norwegischen Schiffsarchitekturbüro Leine Maritime.
Das Schiff wird unter anderem für die Fischereiaufsicht vor der Küste Namibias eingesetzt. Es ist nach dem namibischen Politiker und Freiheitskämpfer im Unabhängigkeitskrieg, Nathaniël Maxuilili, benannt.

## Technische Daten und Ausstattung
Das Schiff wird von zwei Deutz-Dieselmotoren (Typ: SBV 8M 628) angetrieben. Die Motoren wirken über Untersetzungsgetriebe auf zwei Verstellpropeller. Das Schiff ist mit einem elektrisch angetriebenen Bugstrahlruder ausgestattet. Für die Stromversorgung an Bord stehen zwei von den Hauptmotoren angetriebene Wellengeneratoren sowie drei von Cummins-Dieselmotoren angetriebene Generatoren zur Verfügung. Weiterhin wurde ein Notgenerator verbaut.